# Barbara Brylska
Barbara Brylska (n. 5 iunie 1941, Skotniki, Gmina Ozorków⁠(d), Gmina Ozorków⁠(d), Reichsgau Wartheland⁠(d), Germania Nazistă) este o actriță poloneză de teatru și film. Este cunoscută în special pentru rolul Nadiei în comedia sovietică din 1975 Ironia sorții.

## Biografie
Barbara Brylska s-a născut pe 5 iunie 1941 în Skotniki, lângă Łódź, Polonia (pe atunci în Guvernământul General). La vârsta de 15 ani, ea a jucat în filmul Kalosze szczescia, după care a studiat la Școala Națională Film din Łódź. În 1967 ea a absolvit și Școala de Teatru, Film și Televiziune din Varșovia. 
Primul rol major al Barbarei a fost în filmul Ich dzień powszedni (1963). În 1966 ea a jucat în filmul artistici Faraonul (în poloneză Faraon), bazat pe romanul Faraonul de Bolesław Prus. 
Înafară de filmele poloneze, Barbara Brylska a jucat și în filme sovietice, cehoslovace și bulgare. 
Pentru performanța sa în rolul Nadiei din filmul Ironia sorții (titlu original: „Ирония судьбы, или С лёгким паром!”) din 1975, regizat de Eldar Riazanov, în 1977 ea a primit Premiul de Stat al URSS. În același an a fost membră a juriului la cea de-a 10-a ediție a Festivalului Internațional de Film de la Moscova.
Începând cu anul 2000, Barbara Brylska joacă și în piese de teatru, în principal în Rusia. În 2007 ea a reluat rolul Nadiei (în vârstă) în Ironia sorții. Continuare.

## Filmografie selectivă
- 1966 Faraonul (Faraon), regia Jerzy Kawalerowicz
- 1968 Asasinatul s-a produs luni (Mord am Montag), regia Hans Kratzert
- 1968 Pe urmele șoimului (Spur des Falken), regia Gottfried Kolditz
- 1969 Pan Wołodyjowski, regia Jerzy Hoffman
- 1969 Lupii albi (Weiße Wölfe), regia Konrad Petzold
- 1971 Eliberare (Освобождение), regia Iuri Ozerov
- 1972 Anatomia dragostei (Anatomia milosci), regia Roman Zaluski

## Vezi și
- Listă de actori polonezi